# Rupert Thorne
Rupert Thorne est un personnage de fiction appartenant à l'univers de DC Comics. Créé par le scénariste Steve Englehart et le dessinateur Walter Simonson, le personnage est apparu pour la première fois dans le comic book Detective Comics #469 de mai 1977. Son apparence est basé sur les traits de l'acteur Carroll O'Connor.
Rupert Thorne est un ennemi du justicier Batman. Le personnage de comics a été adapté à d'autres médias avec notamment la série télévisée Batman de 1992 et dans le film d'animation Batman : La Mystérieuse Batwoman de 2003.

## Historique de publication
Le personnage de Rupert Thorne apparaît pour la première fois en 1977 dans le numéro 469 de la série de comic books Detective Comics. Ce membre de la mafia, ennemi du justicier Batman apparaît dans les numéros suivants de la série jusqu'au 477 de l'année suivante. Durant l'année 1979, il apparaît dans le numéro 311 de la série Batman. Deux ans plus tard, il réapparaît dans le numéro 507 de Detective Comics. Les deux années suivantes, il est présent dans les numéros 341 à 343, 346, 348 et de 351 à 354 dans la série Batman et les numéros 511, 513, de 516 à 518 et 520 dans la série Detective Comics.
En 1983, Rupert Thorne participe dès le numéro 3 aux aventures de Batman dans sa nouvelle série éponyme. Il apparaît par la suite dans les numéros 4 à 6 de la même année puis 9 et 10 de l'année suivante. C'est un personnage important dans les quatre premiers numéros de la mini-série Shadow of the Batman de 1985 à 1986.
Par la suite, il faut attendre 1994 pour retrouver le personnage dans Batman: The Last Angel. Le personnage réapparaît dans des trade paperbacks avec celui de la série Detective Comics - 'Batman: Strange Apparitions' en 1999, Batman In The Eighties en 2004 puis Batman: Secrets of the Batcave en 2007. Cette même année, il est présent dans le numéro 825 de Detective Comics. Enfin en 2011, le personnage apparait dans Legends of the Dark Knight: Marshall Rogers et le premier volume de Tales of the Batman - Gene Colan.

## Biographie du personnage
Rupert Thorne est un politicien corrompu qui tente à de nombreuses reprises de devenir maire de Gotham City. Afin de découvrir l'identité secrète de Batman, il kidnappe et torture le docteur Hugo Strange qui résiste avant d'être laissé pour mort. Cela affecte le malfrat qui, par la suite, souffre de visions de Strange. Sa quête de l'identité de Batman est récompensé lorsqu'il met la main sur des photos de Vicki Vale. Rupert Thorne engage alors Deadshot pour éliminer Bruce Wayne mais sans succès.
Lorsque l'on apprend que Hugo Strange est vivant, les hallucinations de Thorne se révèlent être une expérience du docteur. Rupert Thorne est finalement arrêté par Batman. Il purge sa peine à la prison de Blackgate. Durant son emprisonnement, il est sauvé d'une tentative de meurtre par son ennemi Batman.

## Adaptations à d'autres médias
- Batman (1989) : Dans les premières versions du script, Rupert Thorne était l'un des méchants principaux du film et devait s'allier avec le Joker. Il fut remplacé dans la version finale par un personnage inédit : Carl Grissom.
- Batman, la série animée
- Batman : La Mystérieuse Batwoman
- Creature Commandos (épisode 6)